# Європейська академія
Європейська академія (Academia Europaea) — громадська неурядова організація, покликана об'єднати вчених всіх європейських країн. Була створена в 1988 в рамках концепції «Загальноєвропейського дому» і об'єднаної Європи. Академія включає секції з усіх основних розділів природних і гуманітарних наук. Академія видає журнал The European Review.
Концепція «Європейської Академії Наук» виникла на зустрічі в Парижі європейських міністрів науки в 1985. Потім в червні 1986 організувало зустріч в Лондоні ряду вчених, громадських і політичних діячів, де була схвалена ідея створення академії.
Європейська академія була заснована на зборах, що проходили в Кембриджі у вересні 1988. Першим президентом було обрано Арнольда Берджена. Міністр науки Франції Юбер Кур'єн став другим президентом Академії. Перше пленарне засідання проходило в Лондоні в червні 1989, в той час Академія вже налічувала 627 членів.
Станом на 2010 до складу Академії входять близько 2000 відомих європейських учених, у тому числі понад 40 нобелівських лауреатів, з 35 європейських і 8 неєвропейських країн.
У березні 2022 року Європейська Академія виступила з засудженням російської агресії проти України